# Searsburg
Searsburg ist eine Town im Bennington County des Bundesstaates Vermont in den Vereinigten Staaten mit 126 Einwohnern (laut Volkszählung von 2020).

## Geographie

### Geografische Lage
Searsburg liegt im Nordosten des Bennington Countys, an der Grenze zum Bundesstaat Windham County in den Green Mountains. Der Deerfield River durchfließt die Town in südöstlicher Richtung, von Somerset kommend, durch das Searsburg Reservoir ins Hariman Reservoir in Wilmington. Die Oberfläche der Town ist sehr hügelig und die höchste Erhebung ist der 1050 m hohe Haystack Mountain, dessen Gipfel auf dem Gebiet der Town Wilmington liegt, dessen westliche Hänge zu Searsburg gehören.

### Nachbargemeinden
Alle Entfernungen sind als Luftlinien zwischen den offiziellen Koordinaten der Orte aus der Volkszählung 2010 angegeben.
- Norden: Somerset, 3,4 km
- Nordosten: Dover, 13,2 km
- Osten: Wilmington, 10,0 km
- Süden: Readsboro, 12,7 km
- Westen: Woodford, 12,8 km
- Nordwesten: Glastenbury, 12,7 km

### Klima
Die mittlere Durchschnittstemperatur in Searsburg liegt zwischen −7,78 °C (18 °Fahrenheit) im Januar und 18,3 °C (65 °Fahrenheit) im Juli. Damit ist der Ort gegenüber dem langjährigen Mittel der USA um etwa 10 Grad kühler. Die Schneefälle zwischen Oktober und Mai liegen mit über fünfeinhalb Metern knapp doppelt so hoch wie die mittlere Schneehöhe in den USA, die tägliche Sonnenscheindauer liegt am unteren Rand des Wertespektrums der USA.

## Geschichte
Der Grant für Searsburg wurde am 23. Februar 1781 durch Thomas Chittenden und die Vermont Republic an William Williams und siebenundzwanzig weitere vergeben. Er umfasste eine Fläche von 10.240 Acre (4144 Hektar).
Im Grant wurde Searsburg noch Searsburgh geschrieben, das h entfiel im Laufe der Zeit. Die Town entstand, indem der nördliche Teil von Readsboro abgetrennt wurde. Der Grund dafür ist nicht bekannt. Erst etwa 20 Jahre später fand die Vermessung der Town durch John Marks statt und die Besiedlung startete etwa um das Jahr 1822, als Benno Davis einen Streifen Land rodete. Es wird berichtet, das im Jahr 1812 Samual Hollman als erster Siedler vor Ort gewesen sein soll, doch dafür gibt es keine Aufzeichnungen. Es ist nicht bekannt, worauf der Name Searsburg zurückgeht. Evtl. wollte die Legislative von Vermont damit den New Yorker Kaufmann Isaac Sears ehren.
Die konstituierende Versammlung fand am 18. März 1833 statt. Durch den Bau des Searsburg Turnpikes von Wilmington nach Bennington im Jahr 1830 profitierte die Town und konnte auf mehr als 200 Einwohner wachsen. Auch ein Hotel wurde errichtet. Dieses brannte im Jahr 1871 ab und wurde nicht erneut aufgebaut. Mehrere Mühlen wurden in den folgenden Jahren errichtet.
Im Süden von Searsburg befindet sich eine sechs Megawatt-Windenergieanlage im Besitz von Green Mountain Power. Sie besteht aus 11 Windmühlen und ist Teil einer Forschungseinrichtung für die Windenergie. Eine weitere Anlage, auch zum Teil auf dem Gebiet Town Readsboro, bestehend aus 15 Turbinen ist geplant.

### Einwohnerentwicklung
| Volkszählungsergebnisse – Town of Searsburg, Vermont | Volkszählungsergebnisse – Town of Searsburg, Vermont | Volkszählungsergebnisse – Town of Searsburg, Vermont | Volkszählungsergebnisse – Town of Searsburg, Vermont | Volkszählungsergebnisse – Town of Searsburg, Vermont | Volkszählungsergebnisse – Town of Searsburg, Vermont | Volkszählungsergebnisse – Town of Searsburg, Vermont | Volkszählungsergebnisse – Town of Searsburg, Vermont | Volkszählungsergebnisse – Town of Searsburg, Vermont | Volkszählungsergebnisse – Town of Searsburg, Vermont | Volkszählungsergebnisse – Town of Searsburg, Vermont |
| Jahr                                                 | 1800                                                 | 1810                                                 | 1820                                                 | 1830                                                 | 1840                                                 | 1850                                                 | 1860                                                 | 1870                                                 | 1880                                                 | 1890                                                 |
| ---------------------------------------------------- | ---------------------------------------------------- | ---------------------------------------------------- | ---------------------------------------------------- | ---------------------------------------------------- | ---------------------------------------------------- | ---------------------------------------------------- | ---------------------------------------------------- | ---------------------------------------------------- | ---------------------------------------------------- | ---------------------------------------------------- |
| Einwohner                                            |                                                      |                                                      | 9                                                    | 40                                                   | 120                                                  | 201                                                  | 262                                                  | 235                                                  | 232                                                  | 173                                                  |
| Jahr                                                 | 1900                                                 | 1910                                                 | 1920                                                 | 1930                                                 | 1940                                                 | 1950                                                 | 1960                                                 | 1970                                                 | 1980                                                 | 1990                                                 |
| Einwohner                                            | 161                                                  | 142                                                  | 133                                                  | 103                                                  | 135                                                  | 84                                                   | 73                                                   | 84                                                   | 72                                                   | 85                                                   |
| Jahr                                                 | 2000                                                 | 2010                                                 | 2020                                                 | 2030                                                 | 2040                                                 | 2050                                                 | 2060                                                 | 2070                                                 | 2080                                                 | 2090                                                 |
| Einwohner                                            | 96                                                   | 109                                                  | 126                                                  |                                                      |                                                      |                                                      |                                                      |                                                      |                                                      |                                                      |

## Wirtschaft und Infrastruktur

### Verkehr
Die Vermont State Route 9, auch Molly-Stark-Trail genannt, verläuft in west-östlicher Richtung durch die Town. Sie führt von Woodford im Westen nach Wilmington im Osten. Von ihr zweigt in südlicher Richtung die Vermont State Route 8 nach Stamford, bzw. weiter über die Vermont State Route 100 nach Readsboro.

### Öffentliche Einrichtungen
In Searsburg gibt es kein eigenes Krankenhaus. Das nächste zuständige Krankenhaus ist das Southwestern Medical Center in Bennington.

### Bildung
Searsburg gehört zur Windham Southwest Supervisory Union. Es gibt in Searsburg keine eigene Schule. Die Schulkinder von Searsburg besuchen die Schulen in Readsboro oder Wilmington.
Die nächstgelegene öffentliche Bibliothek für die Bewohner der Town ist die Pettee Memorial Central Library in Wilmington.